# Том ям

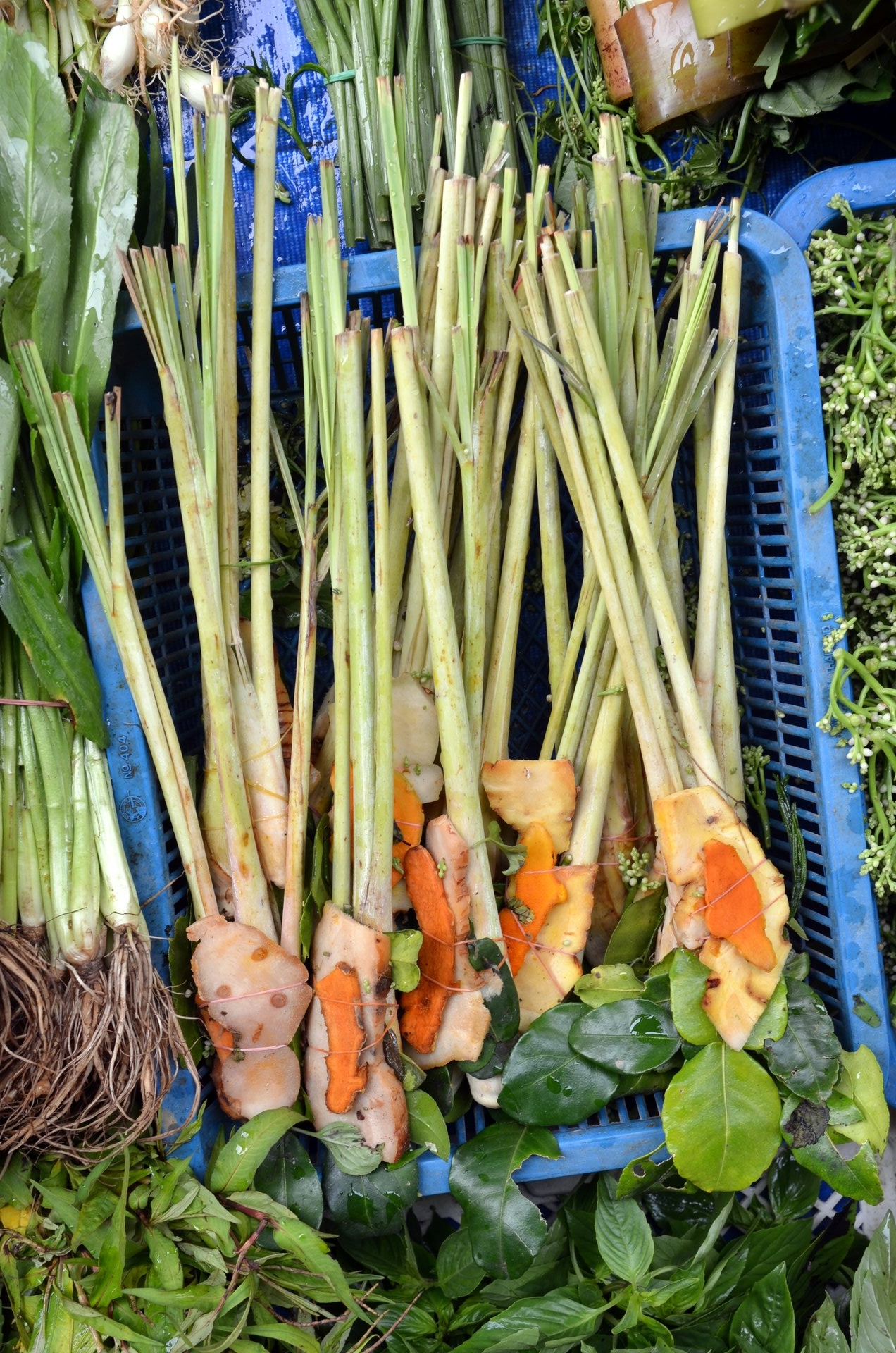
Набор ингредиентов для супа на рынке в Таиланде

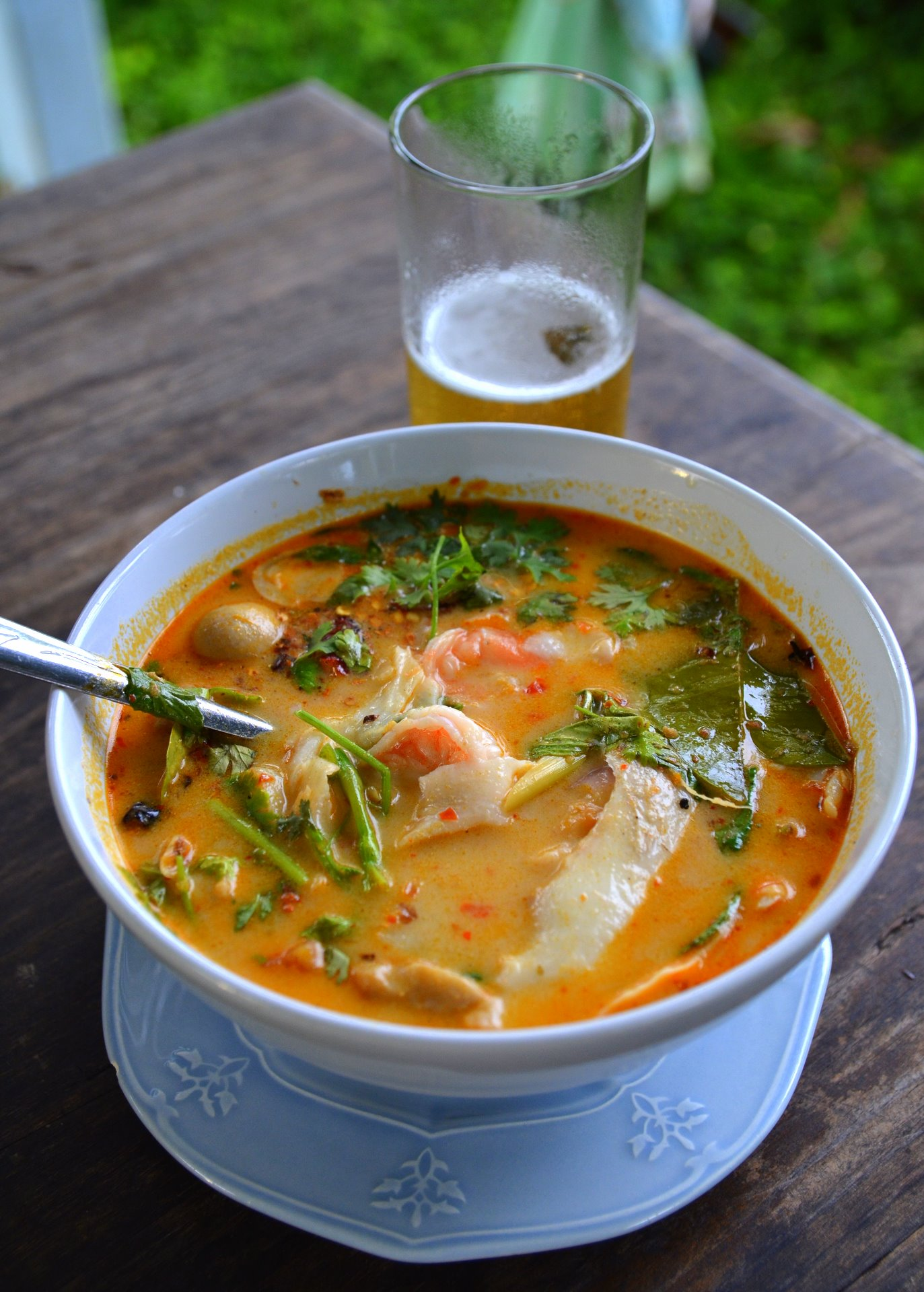
Том-ям-кунг-мапхрао-нам-кхон, приготовленный в Уттарадите (Таиланд)

Том ям (лаос. ຕົ້ມຍຳ [tôm ɲam]; тайск. ต้มยำ, [tôm jam]) — кисло-острый суп с креветками, курицей, рыбой или другими морепродуктами. Национальное блюдо Лаоса и Таиланда. Также употребляется в соседних странах: Малайзии, Сингапуре и Индонезии.
В соседних странах, таких как Сингапур, Малайзия и Индонезия, а также в ресторанах по всему миру, название «том ям» широко используется для обозначения различных тайских острых супов, которые могут сильно отличаться от оригинала, из-за чего часто возникает путаница.

## Этимология
Буквально название супа состоит из двух тайских слов «том» и «ям». «Том» (ต้ม) дословно переводится как «варить» или «кипятить». «Ям» (ยำ) — смесь вкусов: кисло-остро-сладкий тайский острый салат. Таким образом, в Таиланде и Лаосе «том ям» означает общее название горячих кисло-острых супов. Для более точного названия в конце добавляется вид мяса или бульона. «Том-ям-кай» — том ям с курицей, «том-ям-тхале» — том ям с морепродуктами, «том-ям-кай-нам-кхон» — том ям с курицей и концентрированным молоком и так далее.

## Описание
Том ям является одним из главных блюд в Таиланде и Лаосе. Суп подаётся с рисом. Острота и кислый вкус супа могут сильно варьироваться.
В прошлом тайцы не использовали сливки или кокосовое молоко для приготовления супа. Поэтому оригинальной версией является суп на прозрачном бульоне, с минимальным добавлением приправ. Основным мясом были речная рыба (змееголовы), лягушки и домашняя курица.
Происхождение сливочного супа с креветками Том Ям Кунг доподлинно неизвестно. Тайский историк Сучит Вонгтхет утверждал, что идею добавлять в суп сливки или кокосовое молоко принесли индийские торговцы. В то же время, другие историки утверждают, что таким способом начали готовить китайские иммигранты. По времени, появление этой версии супа приходится на правление короля Рамы VI, то есть в начале XX века. Том Ям Кунг получил широкую распространённость благодаря появлению технологий выращивания креветок и, как результат, их доступности.

## Ингредиенты
Основные:
- листья кафрского лайма (Kaffir lime);
- галанга (Alpinia galanga);
- перец чили (Capsicum annuum);
- лемонграсс (Cymbopogon);
- кинза
- рыбный соус.

Дополнительные:
- листья Эрингиума пахучего (Eryngium foetidum);
- лайм;
- тамаринд (при отсутствии лайма, до появления лайма в Таиланде был основным ингредиентом);
- помидор;
- грибы;
- курица (может быть рыба, креветки, свинина и так далее);
- брокколи, цветная капуста (вегетарианский вариант);
- чили-паста для том-яма (в составе, как правило, лук, чеснок, тамаринд, креветочная паста);
- концентрированное молоко, не сладкое;
- цветок банана.

От региона к региону в Таиланде, набор ингредиентов может меняться. Также практически у каждого повара есть свои особенности и секреты в приготовлении супа.

## Виды супа
- том-ям-кунг — том ям с креветками;
- том-ям-нам-сай ต้มยำน้ำใส — том ям, но на прозрачном бульоне без красной чили-пасты и молока;
- том-ям-нам-кхон (тайск. ต้มยำน้ำข้น) — относительно новая вариация супа, почти всегда готовится с креветками в качестве основного ингредиента и сливками или концентрированным молоком, которое добавляется в самом конце готовки. Именно этот суп в основном подаётся туристам под названием том ям кунг;
- том-ям-кати ต้มยำกะทิ — том ям, но с добавлением кокосового молока;

- том-ям-пла (тайск.) или том-ям-паа (лаосск.) — с рыбой. Популярная и оригинальная версия супа, по причине того, что свежая рыба является самым доступным продуктом в Таиланде, поскольку распространена в реках, каналах, рисовых полях и болотах;
- том-ям-кай — том ям с курицей;
- том-ям-тхале — вариант супа том ям с различными морепродуктами, такими как креветки, кальмары, морские гребешки, мидии, кусочки морской рыбы и так далее;
- том-ям-кунг-мапхрао-нам-кхон — версия супа с креветками на кокосовом молоке и с кусочками мякоти кокоса;
- том-ям-ка-му (тайск. ต้มยำขาหมู) — суп на основе свиной рульки. Долго варится на медленном огне.

В современной популярной версии супа часто добавляются грибы — вёшенки или соломенные грибы. Также суп украшается свеженарезанной кинзой или семенами кинзы (кориандра). Также добавляют пасту чили (нам пхрик пхао, тайск.: น้ำพริกเผา), что придаёт супу более яркий оранжевый цвет и делает вкус перца более насыщенным.
Королевская лаосская версия том яма включает в себя щепотку риса. В обычной версии рис к супу подаётся отдельно.

## Оценки
В 2021 году сайт CNN Travel включил Том Ям Кунг в свой список 20 лучших супов мира.